# 伊莉莎白·安亞納喬
伊莉莎白·奧拉琪·安亞納喬（英語：Elizabeth Oluchi Anyanacho，1999年4月9日—）是一名奈及利亞女子跆拳道運動員。她曾經獲得2019年非洲運動會跆拳道比賽女子67公斤級銅牌。

## 外部連結
- TaekwondoData.com （页面存档备份，存于）
- 伊莉莎白·安亞納喬的Facebook專頁